# Политическая журналистика
Политическая журналистика — обширный раздел журналистики, освещающий широкий круг политических явлений и политической науки. Может рассматриваться в качестве одного из инструментов политологии, однако чаще всего политическую журналистику рассматривают в более узком смысле, относя её конкретно к освещению деятельности государственных органов управления и социально-политических процессов. Политическую журналистику многие признают самой широкой областью журналистики, так как её предметной областью может стать любая сфера социальной жизни — от науки до спорта и международной жизни.
Своими корнями политическая журналистика нисходит до протожурналистики.